# Cantone di Sées
Il Cantone di Sées è una divisione amministrativa dell'arrondissement di Alençon e dell'arrondissement di Argentan, nella regione francese della Normandia.
A seguito della riforma approvata con decreto del 25 febbraio 2014, che ha avuto attuazione dopo le elezioni dipartimentali del 2015, è passato da 13 a 24 comuni.

## Composizione
I 13 comuni facenti parte prima della riforma del 2014 erano:
- Aunou-sur-Orne
- Belfonds
- Le Bouillon
- Chailloué
- La Chapelle-près-Sées
- La Ferrière-Béchet
- Macé
- Neauphe-sous-Essai
- Neuville-près-Sées
- Saint-Gervais-du-Perron
- Saint-Hilaire-la-Gérard
- Sées
- Tanville

Dal 2015 i comuni appartenenti al cantone sono i seguenti 24:
- Almenêches
- Aunou-sur-Orne
- Belfonds
- La Bellière
- Boissei-la-Lande
- Boitron
- Le Bouillon
- Le Cercueil
- Chailloué
- La Chapelle-près-Sées
- Le Château-d'Almenêches
- La Ferrière-Béchet
- Francheville
- Macé
- Marmouillé
- Médavy
- Montmerrei
- Mortrée
- Neauphe-sous-Essai
- Neuville-près-Sées
- Saint-Gervais-du-Perron
- Saint-Hilaire-la-Gérard
- Sées
- Tanville